# Boduhuraa (Raa-atol)
Boduhuraa is een van de onbewoonde eilanden van het Raa-atol behorende tot de Maldiven.